# Robert Clarke (attore 1920)
Robert Clarke, nato Robert Irby Clarke (Oklahoma City, 1º giugno 1920 – Valley Village, 11 giugno 2005), è stato un attore statunitense.
Ha recitato in oltre 80 film e in oltre 70 produzioni televisive. Fu accreditato anche con i nomi Robert I. Clark, Robert Clark e Robert I. Clarke.

## Biografia

### Vita privata
Clarke fu sposato con Alyce King dal 1956 fino alla morte di lei, avvenuta nel 1996. Era il padre del cantante e doppiatore Cam Clarke.

## Filmografia

### Cinema
- Il Falco a Hollywood (The Falcon in Hollywood), regia di Gordon Douglas (1944)
- What a Blonde, regia di Leslie Goodwins (1945)
- Il villino incantato (The Enchanted Cottage), regia di John Cromwell (1945)
- Zombies on Broadway, regia di Gordon Douglas (1945)
- Scintille tra due cuori (Those Endearing Young Charms), regia di Lewis Allen (1945)
- La jena (The Body Snatcher), regia di Robert Wise (1945)
- Gli eroi del Pacifico (Back to Bataan), regia di Edward Dmytryk (1945)
- Wanderer of the Wasteland, regia di Wallace Grissell, Edward Killy (1945)
- Radio Stars on Parade, regia di Leslie Goodwins (1945)
- First Yank Into Tokyo, regia di Gordon Douglas (1945)
- Canta quando torni a casa (Sing Your Way Home), regia di Anthony Mann (1945)
- Fantasma vivo (Man Alive), regia di Ray Enright (1945)
- A Game of Death, regia di Robert Wise (1945)
- Ding Dong Williams, regia di William Berke (1946)
- Manicomio (Bedlam), regia di Mark Robson (1946)
- Sunset Pass, regia di William Berke (1946)
- La bionda di bambù (The Bamboo Blonde), regia di Anthony Mann (1946)
- Step by Step, regia di Phil Rosen (1946)
- Genius at Work, regia di Leslie Goodwins (1946)
- La fortuna è femmina (Lady Luck), regia di Edwin L. Marin (1946)
- Criminal Court, regia di Robert Wise (1946)
- San Quentin, regia di Gordon Douglas (1946)
- Follow That Music, regia di Arthur Dreifuss (1947)
- I predoni della montagna (Code of the West), regia di William Berke (1947)
- La moglie celebre (The Farmer's Daughter), regia di H.C. Potter (1947)
- In Room 303, regia di Hal Yates (1947)
- Morirai a mezzanotte (Desperate), regia di Anthony Mann (1947)
- Fiamme sulla Sierra (Thunder Mountain), regia di Lew Landers (1947)
- Under the Tonto Rim, regia di Lew Landers (1947)
- Dick Tracy Meets Gruesome, regia di John Rawlins (1947)
- The Judge Steps Out, regia di Boris Ingster (1947)
- Tutti conoscono Susanna (If You Knew Susie), regia di Gordon Douglas (1948)
- Domani saranno uomini (Fighting Father Dunne), regia di Ted Tetzlaff (1948)
- Gli avvoltoi (Return of the Bad Men), regia di Ray Enright (1948)
- Codice d'onore (Beyond Glory), regia di John Farrow (1948)
- Orchidea bionda (Ladies of the Chorus), regia di Phil Karlson (1948)
- Riders of the Range, regia di Lesley Selander (1950)
- Botta senza risposta (Champagne for Caesar), regia di Richard Whorf (1950)
- A Modern Marriage, regia di Paul Landres, Ben Parker (1950)
- La preda della belva (Outrage), regia di Ida Lupino (1950)
- The Valparaiso Story, regia di Frank R. Strayer (1951)
- The Man from Planet X, regia di Edgar G. Ulmer (1951)
- Tales of Robin Hood, regia di James Tinling (1951)
- Hard, Fast and Beautiful, regia di Ida Lupino (1951)
- Casa Manana, regia di Jean Yarbrough (1951)
- Pistol Harvest, regia di Lesley Selander (1951)
- A sud rullano i tamburi (Drums in the Deep South), regia di William Cameron Menzies (1951)
- Street Bandits, regia di R.G. Springsteen (1951)
- The Fabulous Senorita, regia di R.G. Springsteen (1952)
- Captive Women, regia di Stuart Gilmore (1952)
- La congiura di Montecristo (Sword of Venus), regia di Harold Daniels (1953)
- Oiltown, U.S.A., regia di Dick Ross (1953)
- The Body Beautiful, regia di Max Nosseck (1953)
- I conquistatori della Virginia (Captain John Smith and Pocahontas), regia di Lew Landers (1953)
- Tra due amori (Her Twelve Men), regia di Robert Z. Leonard (1954)
- Il pirata nero (The Black Pirates), regia di Allen H. Miner (1954)
- King of the Carnival, regia di Franklin Adreon (1955)
- Il re del jazz (The Benny Goodman Story), regia di Valentine Davies (1956)
- Lei, il mostro (The Astounding She-Monster), regia di Ronald V. Ashcroft (1957)
- The Incredible Petrified World, regia di Jerry Warren (1957)
- Outlaw Queen, regia di Herbert S. Greene (1957)
- La banda degli angeli (Band of Angels), regia di Raoul Walsh (1957)
- Quando l'amore è romanzo (The Helen Morgan Story), regia di Michael Curtiz (1957)
- L'impareggiabile Godfrey (My Man Godfrey), regia di Henry Koster (1957)
- Acque profonde (The Deep Six), regia di Rudolph Maté (1958)
- Girl with an Itch, regia di Ronald V. Ashcroft (1958)
- Dalla Terra alla Luna (From the Earth to the Moon), regia di Byron Haskin (1958)
- La prigioniera del Sudan (Timbuktu), regia di Jacques Tourneur (1959)
- Date with Death, regia di Harold Daniels (1959)
- Sono un agente FBI (The FBI Story), regia di Mervyn LeRoy (1959)
- The Hideous Sun Demon, regia di Robert Clarke, Tom Boutross (1959)
- Cash McCall, regia di Joseph Pevney (1960)
- Beyond the Time Barrier, regia di Edgar G. Ulmer (1960)
- Faccia di bronzo (The Last Time I Saw Archie), regia di Jack Webb (1961)
- Secret File: Hollywood, regia di Rudolph Cusumano (1962)
- Terror of the Bloodhunters, regia di Jerry Warren (1962)
- Gli impetuosi (The Lively Set), regia di Jack Arnold (1964)
- La zebra in cucina (Zebra in the Kitchen), regia di Ivan Tors (1965)
- The Restless Ones, regia di Dick Ross (1965)
- Star Wars: Episodio IV - Una nuova speranza (Star Wars), regia di George Lucas (1977)
- Where's Willie?, regia di John Florea (1978)
- Born Again, regia di Irving Rapper (1978)
- L'isola del dottor Frankenstein (Frankenstein Island), regia di Jerry Warren (1981)
- First Strike, regia di Allan Kuskowski (1985)
- Midnight Movie Massacre, regia di Lawrence Jacobs e Mark Stock (1988)
- Alienator, regia di Fred Olen Ray (1990)
- The Naked Monster, regia di Wayne Berwick e Ted Newsom (2005)

### Televisione
- The Silver Theatre – serie TV, un episodio (1949)
- The Christmas Carol – film TV (1949)
- The Magnavox Theatre – serie TV, un episodio (1950)
- Stars Over Hollywood – serie TV, un episodio (1951)
- Il cavaliere solitario (The Lone Ranger) – serie TV, un episodio (1952)
- Dragnet – serie TV, 5 episodi (1953-1959)
- I Led 3 Lives – serie TV, un episodio (1953)
- Your Favorite Story – serie TV, un episodio (1953)
- Cavalcade of America – serie TV, un episodio (1953)
- City Detective – serie TV, un episodio (1954)
- Cisco Kid (The Cisco Kid) – serie TV, 2 episodi (1954)
- Mickey Rooney Show (The Mickey Rooney Show) – serie TV, episodio 1x01 (1954)
- TV Reader's Digest – serie TV, episodi 1x19-2x14 (1955-1956)
- The Pepsi-Cola Playhouse – serie TV, un episodio (1955)
- Scienza e fantasia (Science Fiction Theatre) – serie TV, episodio 1x08 (1955)
- Lux Video Theatre – serie TV, un episodio (1955)
- The Ford Television Theatre – serie TV, un episodio (1955)
- The Gale Storm Show: Oh! Susanna – serie TV, un episodio (1956)
- Perry Mason – serie TV, 2 episodi (1957-1960)
- Goodyear Theatre – serie TV, episodio 1x02 (1957)
- Avventure in fondo al mare (Sea Hunt) – serie TV, 3 episodi (1958-1961)
- Colt.45 – serie TV, un episodio (1958)
- Wild Bill Hickok (Adventures of Wild Bill Hickok) – serie TV, un episodio (1958)
- Harbor Command – serie TV, episodio 1x36 (1958)
- Mike Hammer – serie TV, un episodio (1958)
- Rescue 8 – serie TV, episodio 1x18 (1959)
- Sky King – serie TV, un episodio (1959)
- The Bob Cummings Show – serie TV, un episodio (1959)
- Carovane verso il west (Wagon Train) – serie TV, un episodio (1959)
- L'uomo e la sfida (The Man and the Challenge) – serie TV, episodio 1x03 (1959)
- Lawman – serie TV, un episodio (1959)
- Men Into Space – serie TV, episodio 1x10 (1959)
- Bronco – serie TV, un episodio (1959)
- Hawaiian Eye – serie TV, 4 episodi (1960-1962)
- Indirizzo permanente (77 Sunset Strip) – serie TV, 2 episodi (1960-1963)
- Il tenente Ballinger (M Squad) – serie TV, un episodio (1960)
- Laramie – serie TV, un episodio (1960)
- Westinghouse Desilu Playhouse – serie TV, episodio 2x13 (1960)
- Scacco matto (Checkmate) - serie TV, episodio 1x02 (1960)
- Cheyenne – serie TV, un episodio (1960)
- General Electric Theater – serie TV, un episodio (1960)
- Ripcord – serie TV, episodio 1x12 (1961)
- Kraft Mystery Theater – serie TV, un episodio (1962)
- General Hospital – serie TV (1963).... Ray Lansing #1 (1963)
- La legge del Far West (Temple Houston) – serie TV, un episodio (1964)
- The Crisis (Kraft Suspense Theatre) – serie TV, un episodio (1964)
- Wendy and Me – serie TV, un episodio (1965)
- Dragnet 1967 – serie TV, 7 episodi (1967-1970)
- Daktari – serie TV, episodio 3x01 (1967)
- Adam-12 – serie TV, 5 episodi (1970-1973)
- The Brotherhood of the Bell – film TV (1970)
- Marcus Welby (Marcus Welby, M.D.) – serie TV, un episodio (1971)
- O'Hara, U.S. Treasury – serie TV, un episodio (1971)
- Kolchak: The Night Stalker – serie TV, un episodio (1975)
- Archer – serie TV, un episodio (1975)
- La squadriglia delle pecore nere (Baa Baa Black Sheep) – serie TV, un episodio (1976)
- Tabitha – serie TV, un episodio (1977)
- Hawaii squadra cinque zero (Hawaii Five-O) – serie TV, un episodio (1979)
- Trapper John (Trapper John, M.D.) – serie TV, un episodio (1979)
- Alle soglie del futuro (Beyond Westworld) – serie TV, un episodio (1980)
- Scruples – miniserie TV, un episodio (1980)
- Fantasilandia (Fantasy Island) – serie TV, un episodio (1980)
- Dynasty – serie TV, 3 episodi (1981-1988)
- Dallas – serie TV, 2 episodi (1982-1985)
- Simon & Simon – serie TV, 2 episodi (1983)
- Supercar (Knight Rider) – serie TV, un episodio (1984)
- La signora in giallo (Murder, She Wrote) – serie TV, episodio 1x12 (1985)
- Detective per amore (Finder of Lost Loves) – serie TV, un episodio (1985)
- Matt Houston – serie TV, 2 episodi (1985)
- Attrazioni omicide (Deadly Intentions) – film TV (1985)
- Falcon Crest – serie TV, un episodio (1986)
- Hotel – serie TV, episodio 4x07 (1986)